# كينيث بيرجكفيست
كينيث بيرجكفيست (بالسويدية: Kenneth Bergqvist)‏ هو لاعب كرة قدم سويدي في مركز الدفاع، ولد في 2 سبتمبر 1968. لعب مع نادي يورغوردينس.